# Apospasta jacksoni
Apospasta jacksoni är en fjärilsart som beskrevs av Fletcher 1961. Apospasta jacksoni ingår i släktet Apospasta och familjen nattflyn. Inga underarter finns listade i Catalogue of Life.